# رودخانه وحشی (فیلم ۱۳۴۷)
رودخانه وحشی فیلمی به کارگردانی مهدی رئیس فیروز و نویسندگی سعید مطلبی محصول سال ۱۳۴۷ است.

## خلاصه داستان
طي حادثه ای دو برادر از هم دور مي افتند. پس از سال ها يكي از آن ها مهندس معدن و ديگري كارگر همان معدن می شود. آن دو بي آنكه يكديگر را بشناسند در كنار هم زندگي مي كنند. وجود عشقي بين كارگر و دختري كه مورد توجه پيشكار مهندس است سبب مي شود كه پيشكار عليه كارگر توطئه كند. اما نتيجه ي اين توطئه اشتباهاً دامان مهندس و همسرش را مي گيرد و آن دو به قتل می رسند. با صحنه سازي پيشكار، كارگر متهم می شود اما با پيگيري هاي دختر سرانجام حقيقت شكار و پيشكار گرفتار می شود.

## بازیگران
- پوری بنایی
- ایرج قادری
- آرمان
- میرمحمد تجدد
- نادر صغیری
- منیره نجاتی
- ناصر جک لرد
- جهانگیر فروهر
- فرنگیس فروهر
- اشرف کاشانی
- خلیل طلایی